# Argentina Open 2018
L'Argentina Open 2018 è stato un torneo di tennis giocato sulla terra rossa nella categoria ATP Tour 250 nell'ambito dell'ATP World Tour 2018. È stata la 79ª edizione del torneo precedentemente conosciuto come Copa Telmex. Si è giocato al Buenos Aires Lawn Tennis Club di Buenos Aires, in Argentina, dal 12 al 18 febbraio 2018.

## Partecipanti

### Teste di serie
| Nazionalita | Giocatore            | Ranking* | Testa di serie |
| ----------- | -------------------- | -------- | -------------- |
| Austria     | Dominic Thiem        | 6        | 1              |
| Spagna      | Pablo Carreño Busta  | 10       | 2              |
| Spagna      | Albert Ramos Viñolas | 21       | 3              |
| Italia      | Fabio Fognini        | 22       | 4              |
| Argentina   | Diego Schwartzman    | 24       | 5              |
| Regno Unito | Kyle Edmund          | 26       | 6              |
| Uruguay     | Pablo Cuevas         | 32       | 7              |
| Spagna      | Fernando Verdasco    | 40       | 8              |

* Ranking al 5 febbraio 2018.

### Altri partecipanti
I seguenti giocatori hanno ricevuto una wildcard per il tabellone principale:
- Carlos Berlocq
- Pedro Cachín
- Nicolás Kicker

I seguenti giocatori hanno avuto accesso al tabellone principale come special exempt:
- Roberto Carballés Baena
- Thiago Monteiro

Il seguente giocatore è entrato in tabellone con ranking protetto:
- Andreas Haider-Maurer

I seguenti giocatori sono entrati nel tabellone principale passando dalle qualificazioni:

- Facundo Bagnis
- Thomaz Bellucci
- Marco Cecchinato
- Rogério Dutra da Silva

Il seguente giocatore è entrato in tabellone con lucky loser:
- Gastão Elias

## Campioni

### Singolare
Dominic Thiem ha battuto in finale  Aljaž Bedene con il punteggio di 6-2, 6-4.
- È il nono titolo in carriera per Thiem, il primo della stagione.

### Doppio
Andrés Molteni /  Horacio Zeballos hanno battuto in finale  Juan Sebastián Cabal /  Robert Farah con il punteggio di 6-3, 5-7, [10-3].